# (12351) 1993 JD
(12351) 1993 JD est un astéroïde de la ceinture principale de 5,474 km de diamètre découvert en 1993.

## Description
(12351) 1993 JD a été découvert le 14 mai 1993 à Kiyosato (Japon) par Satoru Ōtomo.

### Caractéristiques orbitales
L'orbite de cet astéroïde est caractérisée par un demi-grand axe de 2,60 UA, un périhélie de 2,31 UA, une excentricité de 0,11 et une inclinaison de 12,50° par rapport à l'écliptique. Du fait de ces caractéristiques, à savoir un demi-grand axe compris entre 2 et 3,2 UA et un périhélie supérieur à 1,666 UA, il est classé, selon la JPL Small-Body Database, comme objet de la ceinture principale d'astéroïdes.

### Caractéristiques physiques
(12351) 1993 JD a une magnitude absolue (H) de 13,1 et un albédo estimé à 0,309, ce qui permet de calculer un diamètre de 5,474 km. Ces résultats ont été obtenus grâce aux observations du Wide-field Infrared Survey Explorer (WISE), un télescope spatial américain mis en orbite en 2009 et observant l'ensemble du ciel dans l'infrarouge, et publiés en 2011 dans un article présentan/t les premiers résultats concernant les astéroïdes de la ceinture principale.